# Bleeding order
Bleeding order, in het Nederlands vertaald als "bloedende volgorde", is de naam voor het verschijnsel dat als gevolg van een verandering in een bepaalde fonologische context (regel 1) er in dezelfde context geen andere verandering meer kan optreden (regel 2) die anders wel mogelijk zou zijn geweest. 
Een voorbeeld in het Engels is de regel dat er een /ɪ/ tussen een stemloze alveolaire fricatief en een meervouds-z komt (regel 1), zoals in [bʌsɪz] (onderliggende vorm [bʌs-z]). Daarnaast past het Engels (in tegenstelling tot veel andere talen) de regel eindklankverscherping (regel 2) alleen toe na een stemloze medeklinker, zoals in [bʊks] (onderliggend [bʊk-z]). Doordat deze laatste regel pas na de eerste geldt, kan eindklankverscherping niet meer worden toegepast in bijvoorbeeld [bʌsɪz].

## Counterbleeding order
Indien dergelijke regels in de omgekeerde volgorde gelden, is sprake van een zogeheten counterbleeding order. Een voorbeeld van dit laatste is de manier waarop het verkleinwoord van slang wordt uitgesproken in het dialect van Kaatsheuvel: [slɑŋɘskɘ]. Regel 1 van dit dialect zorgt ervoor dat er een extra /ɘ/ komt tussen de stam van het woord en de uitgang /kɘ/, terwijl regel 2 ervoor zorgt dat er nog een extra /s/ komt tussen een dorsaal aan het eind van de stam en deze uitgang. In de volgorde "eerst regel 1, dan regel 2" zou de eerste regel de context waarin de tweede zou kunnen plaatsvinden vernietigen. Doordat de betreffende vorm echter als [slɑŋɘskɘ] wordt uitgesproken en niet als [slɑŋɘkɘ], weten we dat regel 2 eerder heeft gegolden dan regel 1.